# Vittsjö församling
Vittsjö församling är en församling i Göinge kontrakt i Lunds stift. Församlingen ligger i Hässleholms kommun i Skåne län och ingår i Vittsjö-Verums pastorat.

## Administrativ historik
Församlingen har medeltida ursprung.
Församlingen var till 1962 annexförsamling i pastoratet (Norra) Åkarp och Vittsjö. Från 1962 moderförsamling i pastoratet Vittsjö och Verum som till 1973 även omfattade Visseltofta församling.

## Kyrkor
- Vittsjö kyrka